# Crazy Instinct
Crazy Instinct (Alternativtitel: Allein unter Idioten; Originaltitel: Fatal Instinct) ist eine US-amerikanische Kriminalkomödie von Carl Reiner aus dem Jahr 1993.

## Handlung
Ned Ravine arbeitet als Polizist und als Strafverteidiger. Zu seinen Mandanten gehören Menschen, die er als Polizist verhaftete. Seine Ehefrau Lana betrügt ihn und will ihn ermorden lassen.
Ravines neue Mandantin Lola Cain versucht, ihn zu verführen. Ähnliche Absichten zeigt seine Sekretärin Laura Lincolnberry. Der aus dem Gefängnis freigelassene Max Shady will sich an Ravine rächen. Er verfolgt Ravine; dabei versteckt er sich häufig hinter einer Zeitung, die auf der ersten Seite über seine Flucht berichtet.
Lana Ravine und ihr Liebhaber wollen Ned in einem Zug töten, während Ned zu einer Konferenz fährt; der Zugbegleiter sammelt jedoch die Schusswaffen der Fahrgäste ein.
Am Ende stellt sich heraus, dass Lola Cain eine Zwillingsschwester von Lana Ravine ist, ihr Aussehen änderte sich nach 53 Operationen. Sie wollte sich an Lana für ein Ereignis aus der Vergangenheit rächen, indem sie Lanas Ehemann verführt. Schließlich ertränkt sie Lana in der Badewanne des Hauses der Ravines. Daraufhin greift sie Ned an, dem Lincolnberry zu Hilfe kommt.
Laura und Ned küssen sich. Lola und Lana kommen wieder zum Bewusstsein. Sie bewaffnen sich und stürzen sich auf das mit dem Küssen beschäftigte Paar; Lincolnberry erschießt sie.

## Kritiken
James Berardinelli schrieb auf ReelViews, die Komödie gehöre zur „scheinbar endlosen“ Reihe der Parodien der Blockbuster der letzten Zeit. Zu den parodierten Filmen würden Basic Instinct und Eine verhängnisvolle Affäre gehören. Stilistisch sei der Film der Komödie Die unglaubliche Reise in einem verrückten Flugzeug ähnlich. Die meisten Gags würden nicht funktionieren. Von den Darstellungen seien lediglich jene von Armand Assante und Sherilyn Fenn erwähnenswert – obwohl Assante einen chaotischen Polizisten nicht so gut wie Leslie Nielsen spiele.
Roger Ebert schrieb in der Chicago Sun-Times vom 29. Oktober 1993, der Film sei nicht besonders lustig. Es sei schwer zu sagen, warum manche Parodien funktionieren würden und manche nicht. Vielleicht habe es etwas mit den Darstellungen zu tun; Armand Assante – der einer der besten Schauspieler seiner Generation sei – wirke in diesem Film nicht besonders komisch.

„Carl Reiner ("Tote tragen keine Karos") führt hier einen parodistischen Rundumschlag gegen Krimi- und Erotikthriller. Fazit: Amüsant - doch nicht alle Gags sitzen.“

„Eine Parodie, die verschiedene Filmgenres geistvoll ausschöpft. Der hintergründige Witz setzt sich implizit mit dem Zerfall ethischer Werte in der modernen Gesellschaft auseinander, die den Erfolg gewalttätiger Filmgenres erst ermöglicht.“

## Hintergrund
Der Film wurde in Los Angeles und in San Diego gedreht. Er spielte in den Kinos der USA ca. 7,85 Millionen US-Dollar ein.